# Blauer Löwe
Der Blaue Löwe ist ein Kulturpreis des niedersächsischen Landkreises Harburg.

## Der Preis
Der Blaue Löwe wird seit 2005 jährlich an Künstler aus verschiedenen kulturellen Bereichen vergeben, die einen Bezug zum Landkreis Harburg haben. Einzelne Künstler oder Gruppen können sich direkt bewerben, es können daneben auch Vorschläge von Bürgern des Landkreises eingereicht werden. Die Jury setzt sich aus regionalen Journalisten, Kulturkennern des Landkreises Harburg, dem Landrat und Vertretern der Sparkasse Harburg-Buxtehude zusammen.
Die Auszeichnung ist mit einem Preisgeld von derzeit 4.000 Euro dotiert, das von der Sparkasse Harburg-Buxtehude zur Verfügung gestellt wird. Die Verleihung erfolgt im Herbst eines Jahres und wird von der Stiftung Freilichtmuseum am Kiekeberg ausgerichtet.

## Preisträger
| Jahr | Preisträger                                                                                       | Sparte                                    |
| ---- | ------------------------------------------------------------------------------------------------- | ----------------------------------------- |
| 2005 | Wolfgang Pohl                                                                                     | Schaffung einer Preisstatue               |
| 2006 | Carsten Dreger                                                                                    | Bildhauerei                               |
| 2007 | Truck Stop                                                                                        | Musik                                     |
| 2008 | Ursula Hinrichs                                                                                   | Plattdeutsch                              |
| 2009 | Andreas Ole Ohlendorff                                                                            | Malerei                                   |
| 2010 | Heinz Strunk                                                                                      | Literatur                                 |
| 2011 | JUP architekten                                                                                   | Architektur                               |
| 2012 | Ballettsparte des TSV Buchholz 08                                                                 | künstlerischer Tanz/Ballett               |
| 2013 | Hittfelder Dutzend, Kammerchor für Seevetal und Umgebung                                          | Chorgesang                                |
| 2014 | Saskia Danielewsky                                                                                | Comic/Illustration                        |
| 2015 | Joachim Zawischa                                                                                  | Schauspiel/Kabarett/Satire                |
| 2016 | Antonino Condorelli                                                                               | Fotografie                                |
| 2017 | Ludwig Dorner                                                                                     | Klassische Talente (Höchstalter 18 Jahre) |
| 2018 | Theaterarbeit der Lebenshilfe Lüneburg-Harburg gemeinnützige GmbH                                 | Inklusive Kulturprojekte                  |
| 2019 | Projekt Fremd bin ich eingezogen, fremd zieh ich wieder aus – eine Auch-szenische Winterreise     | Interkulturelle Kunst- und Kulturarbeit   |
| 2020 | Jens Böttcher                                                                                     | Wortakrobaten                             |
| 2021 | Gabi Hampe                                                                                        | #Digitale Kunst                           |
| 2022 | Caroline Grimm und Rachel Winkler (Tanzschule Dance Studios des Sportvereins Blau-Weiss Buchholz) | Tanz                                      |
| 2023 | KulturBäckerei Hanstedt                                                                           | Interkultureller Austausch                |